# Sirignano
Sirignano är en ort och kommun i provinsen Avellino i regionen Kampanien i Italien. Kommunen hade 2 863 invånare (2017).